# 시계자리
시계자리(Horologium [ˌhɒroʊˈlɒdʒiəm] 또는 [ˌhɔrəˈloʊdʒiəm])는 남위 60′부근의 여섯 개의 별들로 구성된 작은 별자리이다. 프랑스의 천문학자인 니콜라 루이 드 라카유가 추가한 별자리이며, 진자와 초침이 달린 시계를 시각화한 것이다. 이후 1922년 국제천문연맹에 의해 재정의되었으며, 국제천문연맹 지정 별자리이다. 북위 23도 남쪽에서 온전히 관찰할 수 있다.
이 별자리는 대한민국에서는 극히 보기가 어려우며, 알파성 외에는 잘 보이지 않는다.

## 특징

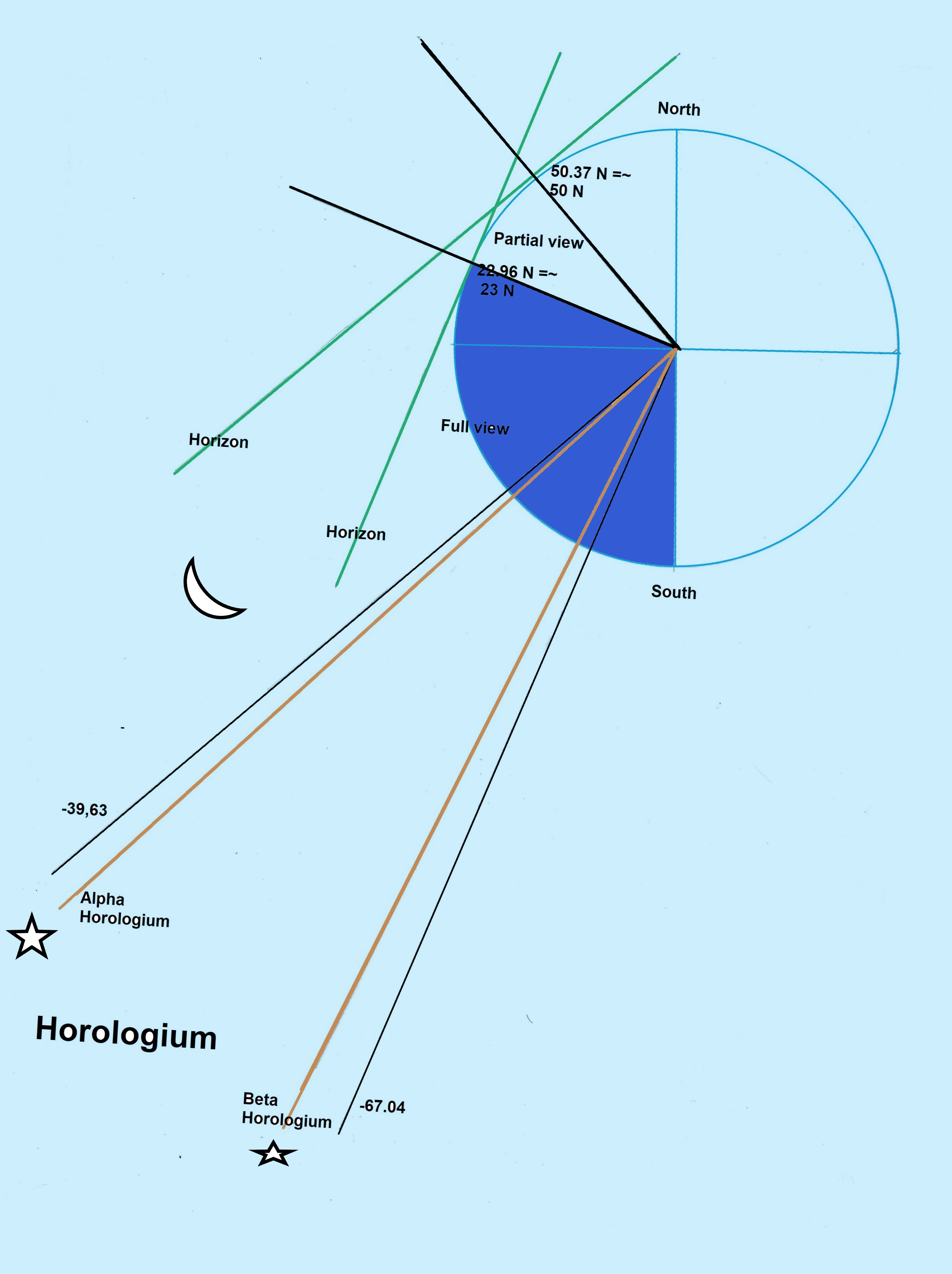
시계자리 접선 또는 시청자의 지평선, 별자리의 적위 하한선인 -67.04의 선과 평행한 북위 23도에 위치한다.

총 248.9평방도로 하늘의 0.603%를 차지하며, 이는 현대의 88개 별자리 중 58위이다.. 남반구에 위치하여 북위 23도 남쪽의 관측자는 전체 별자리를 볼수있다. 시계자리는 에리다누스자리, 물뱀자리, 그물자리, 황새치자리, 조각칼자리 등 5개의 별자리와 경계를 이루고있다. 1922년 국제천문연맹에서 채택한 이 별자리의 세 글자 약어는 "Hor"이다. 공식적인 별자리 경계는 22면체 다각형으로 정의된다.(인포박스 그림 참조). 적도 좌표계에서 이 경계선의 적경은 02시 12.8분에서 04시 20.3분 사이이며, 적위는 -39.64°에서 -67.04° 사이이다.

## 별과 천체
- 시계자리 ι별: 항성이며, 태양계 외부의 행성이 발견되었다.
- 글리제 1061: 태양계로부터 12광년 떨어진 항성이다.

### 어두운 천체들
- NGC1433:막대나선은하
- NGC1448:나선은하
- NGC1512:막대나선은하
- NGC1261:구상성단
- 시계자리 은하단: 직경 5억 5천만 광년 거리의 은하단으로, 가까운 곳은 지구로부터 약 7억 광년 정도 떨어져 있다. 약 5천개의 은하계를 포함하고 있다.

## 신화와 역사

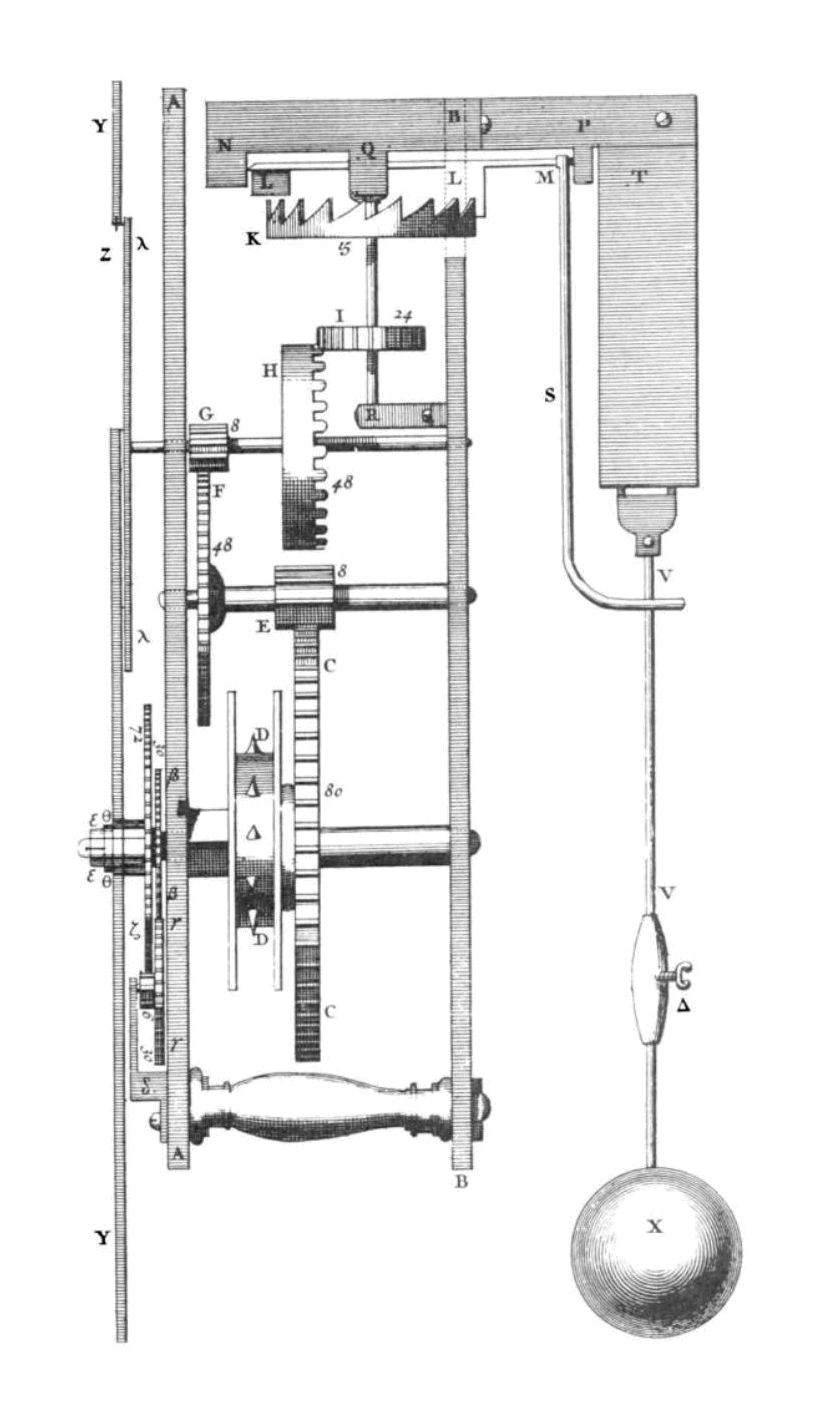
하위헌스의 추시계

원래의 명칭은 'l'Horloge à pendule & à secondes' (진자와 초침이 달린 시계)로, 1756년 니콜라 루이 드 라카유가 희망봉에서 남위의 별을 관찰하면서 만들어졌다. 이는 14개의 별자리와 함께 계몽시대를 기념하기 위해 만들어진 것으로, 명칭은 1763년 라틴 명칭인 Horologium으로 바뀌었다. 17세기에 만들어진 별자리이며, 지중해에서 관측되지도 않아, 관련된 신화는 없다.

## 같이 보기
- 시계자리 은하단